# ゆずり葉の頃
『ゆずり葉の頃』（ゆずりはのころ）は、2015年5月23日に公開された日本映画。岡本喜八夫人の岡本みね子が旧姓の「中 みね子」名義で監督を務めている。第36回モスクワ国際映画祭の特別招待作品。
主演の八千草薫は、企画段階から本作の制作に携わった。

## 主なキャスト
- 小河市子 - 八千草薫
- 宮謙一郎 - 仲代達矢
- 小河 進 - 風間トオル
- 珈琲歌劇の店主 - 岸部一徳
- 宝石店店主 - 六平直政
- ペンション主人 - 嶋田久作
- 仕立て職人 - 本田博太郎
- 謙一郎の母 - 竹下景子

## 受賞
- 山路ふみ子映画功労賞（2015年）  - 岡本みね子[3]
- 第25回日本映画批評家大賞・実写部門特別賞（2016年） - 中みね子『ゆずり葉の頃』[4]